# كارلوس كانوبيو
كارلوس كانوبيو (بالإسبانية: Carlos Canobbio) هو لاعب كرة قدم أوروغواياني في مركز الدفاع، ولد في 7 يناير 1982 في مونتيفيديو في الأوروغواي. لعب مع نادي دانوبيو.

## وصلات خارجية
- كارلوس كانوبيو على موقع قاعدة بيانات كرة القدم.إي يو (الإنجليزية)
- كارلوس كانوبيو على موقع Soccerway.com (الإنجليزية)
- كارلوس كانوبيو على موقع AS.com (الإسبانية)